# Parchtitz
Parchtitz er en by og kommune i det nordøstlige Tyskland, beliggende under Landkreis Vorpommern-Rügen på øen Rügen. Landkreis Vorpommern-Rügen ligger i delstaten Mecklenburg-Vorpommern.
Parchtitz er beliggende ca. 3 km nordvest for Bergen auf Rügen. Den ligger ved det eneste større vandløb på Rügen, Duwenbeek, og udspringer i Nonnensee som også ligger i kommunen. Nonnensee, der ellers var afvandet, er efter 1993 blevet gendannet.

## Bebyggelser i kommunen
- Parchtitz
- Boldevitz
- Gademow
- Muglitz
- Neuendorf
- Platvitz
- Reischvitz